# الکساندرا خوخلووا
الکساندرا خوخلووا (روسی: Александра Сергеевна Хохлова؛ ۴ اکتبر ۱۸۹۷ – ۲۲ اوت ۱۹۸۵) بازیگر، کارگردان نمایش، نویسنده، آموزگار اهل روسیه بود.
وی همچنین برندهٔ جوایزی همچون جایزه هنرمند مردمی اتحاد جماهیر شوروی شده‌است.
الکساندرا سرگئیونا بوتکینا، دختر سرگئی بوتکین و الکساندرا پاولوونا بوتکینا بوددر سال ۱۹۱۴، او با بازیگر کنستانتین خوخلوف ازدواج کرد. آنها با هم یک فرزند داشتند، پسری که نام او سرگئی بود. وی به عنوان بازیگر نقش مکمل زن در فیلم اوراگان (طوفان) به کارگردانی بوریس سوشکویچ و در فیلم ایولا به کارگردانی وادیسلاو استارویچ نقش ایفا کرد. در سال ۱۹۱۹، وی در آزمون ورودی مؤسسه دولتی فیلمبرداری در مسکو قبول شد. در آنجا او با لو کولشوف آشنا شد که شریک زندگی او در فیلم و زندگی شد. خوخلووا در سن ۸۷ سالگی در مسکو درگذشت.